# Полицейский урядник

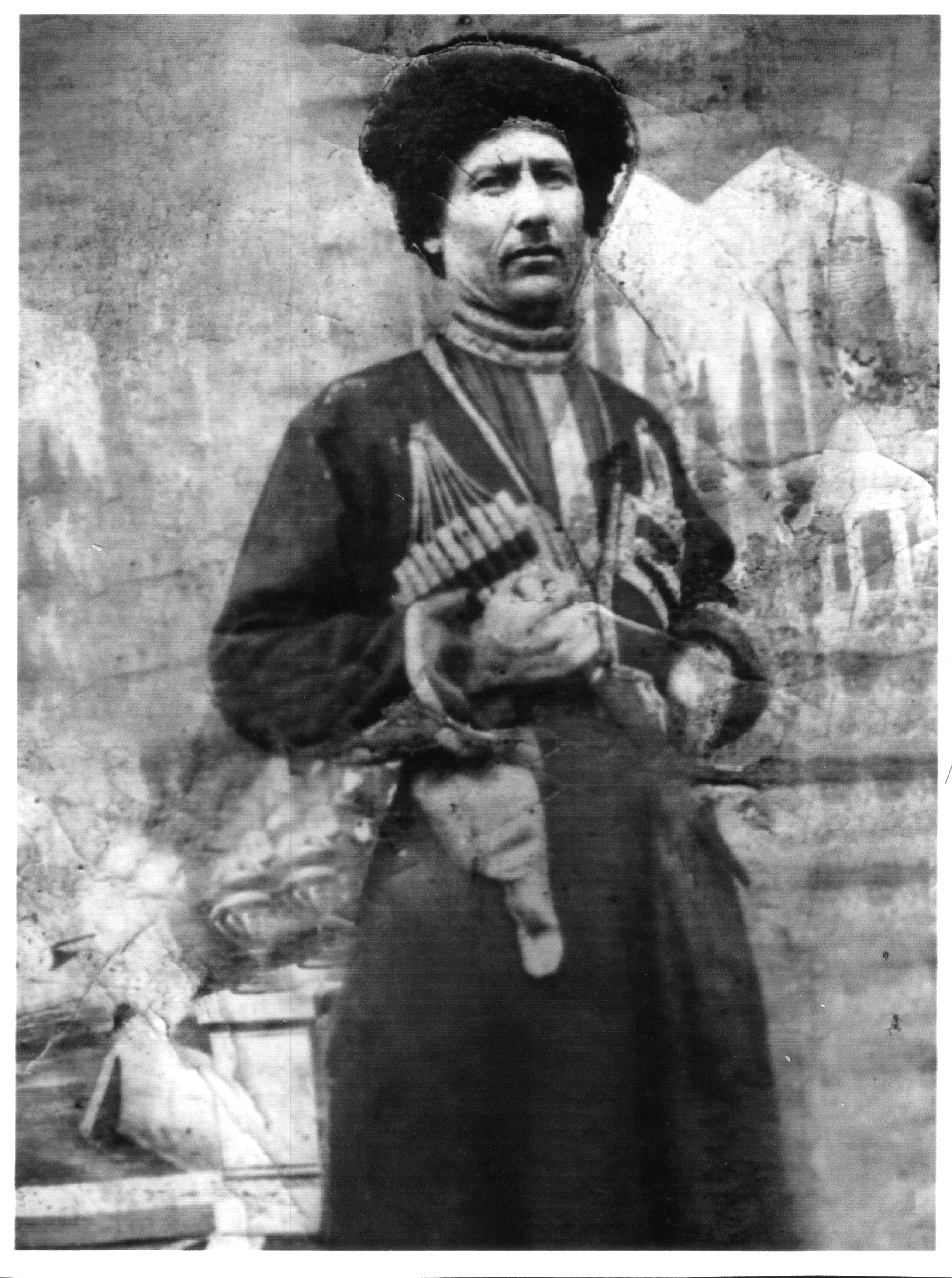
Полицейский урядник в форме в начале XX века

Полице́йский уря́дник — нижний чин уездной полиции, подчиненный становому приставу и ведающий определенной частью стана.
Полицейские урядники предназначались в помощь становым приставам «для исполнения полицейских обязанностей, а также для надзора за сотскими и десятскими».
По данным Энциклопедии МВД (со ссылкой на Инструкцию полицейским урядникам. Сборник циркуляров и инструкций МВД за 1878 г. С.-Петербург, 1880 г.) должность полицейского урядника была учреждена 9 июня 1878 году в 46 губерниях России (ПСЗРИ. Том 53. №58610). Упразднена 11 марта 1917 года.
Число урядников в губернии было 100—200 человек, в среднем на уезд приходилось по 11 человек. Работа строилась по территориальному принципу — полицейский урядник отвечал за участок, как правило, равный волости. В соответствии с инструкцией 1878 года урядникам предписывалось «охранять общественное спокойствие и следить за проявлением каких бы то ни было действий и толков, направленных против правительства, власти и общественного порядка». Кроме того, полицейский урядник следил за соблюдением санитарных и противопожарных норм. До 1887 года полицейские урядники имели полномочия по ведению следствия, поддержке обвинения по уголовным делам, ведению делопроизводства.
В местностях, где была введена уездная полицейская стража, полицейский урядник являлся непосредственным начальником стражников. В самостоятельных отрядах полицейской стражи исполнял роль младшего командира; отвечал за подчиненный личный состав, а не за правопорядок на территории.
Полицейский урядник должен был соответствовать достаточно высоким физическим и интеллектуальным требованиям. Так, урядник должен был уметь составлять протоколы, то есть обладать определенными правовыми знаниями. Прослужившие на этой должности не менее 5 лет и выдержавшие установленные законом испытания, могли быть назначены на более престижные полицейские должности, даже если по общим правилам не имели права вступления в государственную службу.